# Gare d'Arna
La gare d'Arna est située sur la Ligne de Bergen dans le quartier d'Indre Arna de l'arrondissement d'Arna à Bergen.
Elle permet de rejoindre le centre de Bergen en sept minutes à travers le tunnel d'Ulriken et est donc un important axe de communication pour l'arrondissement. La gare a été inaugurée le 1er août 1964 avec la mise en service du tunnel d'Ulriken et du tunnel Arnanipa. La station est située entre les entrées des deux tunnels. Elle est normalement gérée par un chef de gare. 
Il est difficile pour les trains de se croiser ou doubler à la gare d'Arna, car la voie prévue à cet effet est trop courte. En l'absence du chef de gare, seul un train peut se trouver dans la gare à la fois. 

Le terminal fret d'Arna se situe à proximité de la gare.

## Nouvelle gare d'Arna (2022)
La station est l'objet d'importants travaux en prévision de l'ouverture du nouveau tunnel d'Ulriken.
Ce tunnel, parallèle à l'existant, permettra le passage à deux voies entre Arna et le centre de Bergen. Les trains pourront se croiser sans problèmes à Arna, et un goulot d'étranglement majeur du réseau ferré norvégien sera résorbé. 
La première tranche de rénovations de la gare a été livrée en 2019 et la seconde devrait s'achever en 2022. Le nouveau tunnel d'Ulriken ouvrira en décembre 2020, permettant la rénovation de l'ancien dont la fin est prévue pour 2024.